# Székely László (kosárlabdázó)
Székely László (Budapest, 1958. július 29. –) válogatott magyar kosárlabdázó, matematika tanár.

## Életpályája

### A kosárlabdás évek
Hét-nyolc éves korában már a Csepel edzéseire járt. Tizenhat évesen került be a felnőtt csapatba, és harmincöt esztendősen fejezte be az élsportot. Utána két évig még a Budafokban játszott. A Csepel csapata nagyon megerősödött a nyolcvanas évek végére. Liptai István volt az edzője, aki bajnokot faragott belőlük. A 88-89-es idényben ért a csapatuk a csúcsra. A legnagyobb ellenfeleik az Oroszlány, Körmend, Honvéd, Zalaegerszeg voltak. Az aranyérmet rájátszásban szerezték meg. A döntőben négy mérkőzést vívtak az Oroszlánnyal: végül a negyediken dőlt el a csata, mert három győztes meccsig játszottak. A Csepel SC férfi kosárlabda csapatának ez volt a harmadik bajnoki aranyérme fennállása óta, de azóta nem lett bajnok.
1979 és 1989 között 122 alkalommal szerepelt a válogatottban. A legjobb eredményeiket az 1980-as években érték el: egyszer majdnem bekerültek az Európa-bajnokság döntőjébe, 1984-ben pedig Moszkvában egy komoly nemzetközi viadalon lettek hatodikak. A válogatottnak az edzője, Ránki Mátyás volt.

### A matematika tanár
Az  ELTE Természettudományi Karának matematika szakán végzett, így lett középiskolai tanár.
1993 óta a Szigetszentmiklósi Batthyány Kázmér Gimnázium matematika tanára.